# Kõlu
Kõlu (est. Kõlu jõgi; także strumień Partsi, rzeka Partsi) – rzeka w Estonii. Jej długość wynosi 3,4 km, a powierzchnia dorzecza 6,5 km². Jej źródło znajduje się we wsi Partsi i wpada do morza we wsi Suuresadama.
Kõlu przepływa przez łącznie 5 wsi: Partsi, Kõlunõmme, Sääre, Pühalepa-Harju i Suuresadama.